# La Cogna
La Cogna, conosciuta in gergo popolare romanesco anche come La Gogna, è una frazione del comune di Aprilia, in provincia di Latina. La località dista 6,3 km dal medesimo comune di Aprilia di cui essa fa parte.
La frazione è situata a 69 m s.l.m. e si compone di 1 436 abitanti.